# Curling en silla de ruedas en los Juegos Paralímpicos
El curling en silla de ruedas fue incluido en los Juegos Paralímpicos de Invierno desde la novena edición que se celebró en Turín (Italia) en 2006.

## Ediciones
| N.º | Año  | Sede        | País          |
| --- | ---- | ----------- | ------------- |
| I   | 2006 | Turín       | Italia        |
| II  | 2010 | Vancouver   | Canadá        |
| III | 2014 | Sochi       | Rusia         |
| IV  | 2018 | Pyeongchang | Corea del Sur |
| V   | 2022 | Pekín       | China         |

## Medallero histórico
- Actualizado hasta Pekín 2022.[2]

| Núm. | País                          | Oro | Plata | Bronce | Total |
| ---- | ----------------------------- | --- | ----- | ------ | ----- |
| 1    | Canadá (CAN)                  | 3   | 0     | 2      | 5     |
| 2    | República Popular China (CHN) | 2   | 0     | 0      | 2     |
| 3    | Suecia (SWE)                  | 0   | 1     | 2      | 3     |
| 4    | Reino Unido (GBR)             | 0   | 1     | 1      | 2     |
| 5    | Corea del Sur (KOR)           | 0   | 1     | 0      | 1     |
| 5    | Noruega (NOR)                 | 0   | 1     | 0      | 1     |
| 5    | Rusia (RUS)                   | 0   | 1     | 0      | 1     |
|      | TOTAL                         | 5   | 5     | 5      | 15    |